# Zyginella pulchra
Zyginella pulchra är en insektsart som beskrevs av Löw 1885. Zyginella pulchra ingår i släktet Zyginella och familjen dvärgstritar. Arten är reproducerande i Sverige. Inga underarter finns listade i Catalogue of Life.